# Andreas Malin
Andreas Malin (31 de enero de 1994) es un futbolista Liechtensteiniano que juega en la demarcación de defensa para el FC Rot-Weiß Rankweil de la Austrian Regional League.

## Selección nacional
Hizo su debut con la selección de fútbol de Liechtenstein el 6 de junio de 2016 en un partido amistoso contra Islandia que finalizó con un resultado de 4-0 a favor del cobinado islandés tras los goles de Kolbeinn Sigþórsson, Birkir Sævarsson, Alfreð Finnbogason y de Eiður Guðjohnsen. Además disputó varios partidos de la clasificación para la Copa Mundial de Fútbol de 2018.

## Clubes
| Club                 | País          | Año       | Partidos | Goles |
| -------------------- | ------------- | --------- | -------- | ----- |
| FC Dornbirn 1913     | Austria       | 2012-2013 | 23       | 0     |
| SC Bregenz           | Austria       | 2013-2014 | 24       | 0     |
| USV Eschen/Mauren    | Liechtenstein | 2014-2016 | 37       | 1     |
| FC Dornbirn 1913     | Austria       | 2016-2021 | 99       | 9     |
| FC Rot-Weiß Rankweil | Austria       | 2021-     | 47       | 3     |